# Platanus orientalis
Platanus orientalis L. é uma espécie de grandes árvores decíduas, que podem viver alguns séculos, pertencentes à família Platanaceae. É conhecida pelos nomes comuns de plátano e plátano-oriental. A espécie é amplamente usada como ornamental e está distribuída por todas as regiões de clima temperado da Terra. A espécie está na origem de um híbrido, o Platanus × hispanica, hoje uma das árvores ornamentais mais cultivadas em todo o mundo, sendo uma das favoritas para formar alamedas.

## Descrição
O plátano-oriental é uma grande árvore (megafanerófito), que atinge cerca de 30 m de altura, em copa larga e irregular. O ritidoma (casca) é de cor castanho-rosada, muito lisa e deixa cair grandes placas arredondadas que deixam manchas amareladas no tronco.
As folhas são decíduas, alternadas, com venação palmada, profundamente recortadas, formando cinco lóbulos agudos separados por reentrâncias profundas que quase cortam totalmente a lâmina foliar.
As flores são unissexuadas, sem perianto, reunidas em amentos pendulares globosos constituídos por flores do mesmo sexo.
Os frutos são pequenas aquénios em bolas ou glomérulos com 3 cm de diâmetro.

## Etimologia
"Plátano" é oriundo do grego plátanos, através do latim platanu.

## Distribuição
A área de distribuição natural da espécie inclui pelo menos a Eurásia desde os Balcãs até ao Irão. Alguns autores estendem a área de distribuição natural desde a Península Ibérica, para oeste, até os Himalaias, para leste. Contudo, como a espécie é cultivada nestas regiões desde tempos imemoriais, é difícil estabelecer se é nelas verdadeiramente indígena.
Na Europa, são, em geral, denominados como "plátanos de sombra", recebendo o nome de Çinar na Turquia e Chenar ou alguma sua variante no Irão e na Índia.
No meio natural, prefere habitats nas margens de ribeiras e rios, junto com árvores como amieiros, salgueiros e álamos. Apesar disso, a espécie é capaz de se implantar com êxito em solos secos uma vez que se estabeleça.
O pólen produzido por esta árvore é uma causa frequente de reacção alérgica em humanos.